# Oaristes distincta
Oaristes distincta är en insektsart som först beskrevs av Frederick Arthur Godfrey Muir 1929.  Oaristes distincta ingår i släktet Oaristes och familjen sporrstritar. Inga underarter finns listade i Catalogue of Life.